# Пам'ятник «Просвіті»
49°50′34″ пн. ш. 24°2′23″ сх. д. / 49.84278° пн. ш. 24.03972° сх. д.
Пам'ятник «Просвіті» або Пам'ятник на честь 125-річчя товариства «Просвіта» — перший в Україні пам'ятник на честь товариства «Просвіта», відкритий 8 травня 1993 року в львівському сквері між вулицями Просвіти, Короленка і Лисенка.

## Історія
8 грудня 1868 року у Львові заснували товариство «Просвіта». Товариство значною мірою сприяло культурному, освітньому і духовному розвитку українського народу: засновувало школи, видавало і розповсюджувало книжки, створювало бібліотеки, читальні. Незабаром товариство перетворилося на масову національну громадську організацію українців Галичини, а на початку ХХ ст. поширило свою діяльність на всю Україну, а також і на інші країни, де були осередки українців. Восени 1939 року товариство «Просвіта» було ліквідоване більшовицькою владою. Відновило свою діяльність 1988 року як Товариство української мови імені Тараса Шевченка, а в 1991-му, після проголошення незалежності України, перейменоване на Всеукраїнське товариство «Просвіта» імені Тараса Шевченка.
Пам'ятник «Просвіті» відкритий 8 травня 1993 року на честь 125-ліття діяльності організації. Скульптор Василь Ярич, архітектор Микола Обідняк. У 2004 році викрадено бронзову таблицю з фасаду пам'ятника.

## Опис пам'ятника
Пам'ятник являє собою круглу відполіровану колону з сірого граніту, яка встановлена на трисходинковому круглому стилобаті. Перед колоною стоїть жіноча постать з бронзи, яка правою рукою обіймає підлітка з паростком знань у вигляді мальви в руках. Це Мати–Україна або «цариця — українська освіта — Просвіта» з книгою на канельованій іонічній колоні-підставці. Колону увінчує королівська корона Данила Галицького. Вона символізує українську державність. Під короною розташований герб України — Тризуб, а також герби українських земель. Монумент має висоту тринадцять метрів.